# Antonio Herrera Cabello
Antonio Herrera Cabello (Sevilla, 2 de noviembre de 1975) es un entrenador profesional de baloncesto español que actualmente está sin equipo tras abandonar la disciplina de los Bulls Kapfenberg.
En la temporada 2011-2012, pasó por la LBP, la primera división del baloncesto portugués, entrenando al FC Barreirense. y jugó la final de la Copa de la Liga con el Oporto, 28 años después de la última que jugó el Barreirense.
En verano de 2018, se convirtió en entrenador del Sáenz Horeca Araberri de la Liga LEB Oro.

## Clubes
- 2003-05: C.B. Pozuelo (LEB 2)
- 2005-06: C.B. Valladolid (Liga ACB). Segundo entrenador
- 2006-07: Real Madrid "B" (Liga EBA)
- 2007-11: C.B. Tíjola (Liga EBA/LEB Bronce/LEB Plata)
- 2011-12: Barreirense Basket (LPB Portugal)
- 2012-13: C.B. Coruña (LEB Oro)
- 2013-18: Unicaja Malaga (Liga ACB). Segundo entrenador
- 2018-19: Araberri B.C. (LEB Oro)
- 2020-21: Unicaja Málaga (Sub-19) (Liga EBA)
- 2023-2024: Bulls Kapfenberg (BSL Austria)

## Palmarés
- 1996, Universidad de Coventry (Inglaterra). Liga Universitaria. Subcampeón
- 1996, Universidad de Coventry (Inglaterra). Copa Universitaria. Subcampeón
- 2005, CB Pozuelo. Final a 4 Copa LEB
- 2008, Promobys Tíjola. Copa LEB Bronce. Subcampeón
- 2008, Promobys Tíjola. Final Four LEB Bronce
- 2008, Promobys Tíjola. Ascenso LEB Plata
- 2010, Promobys Tíjola. Copa LEB de Andalucía. Campeón
- 2011, FC Barreirense (Portugal). Copa de la Liga. Subcampeón
- 2012, FC Barreirense (Portugal). Final a 8 Copa de Portugal
- 2015, Unicaja. Supercopa Endesa. Subcampeón
- 2015, Premio de la Federación Sevillana de Baloncesto por su trayectoria deportiva
- 2017, Unicaja de Málaga. Eurocup. Campeón